# Sparagmos

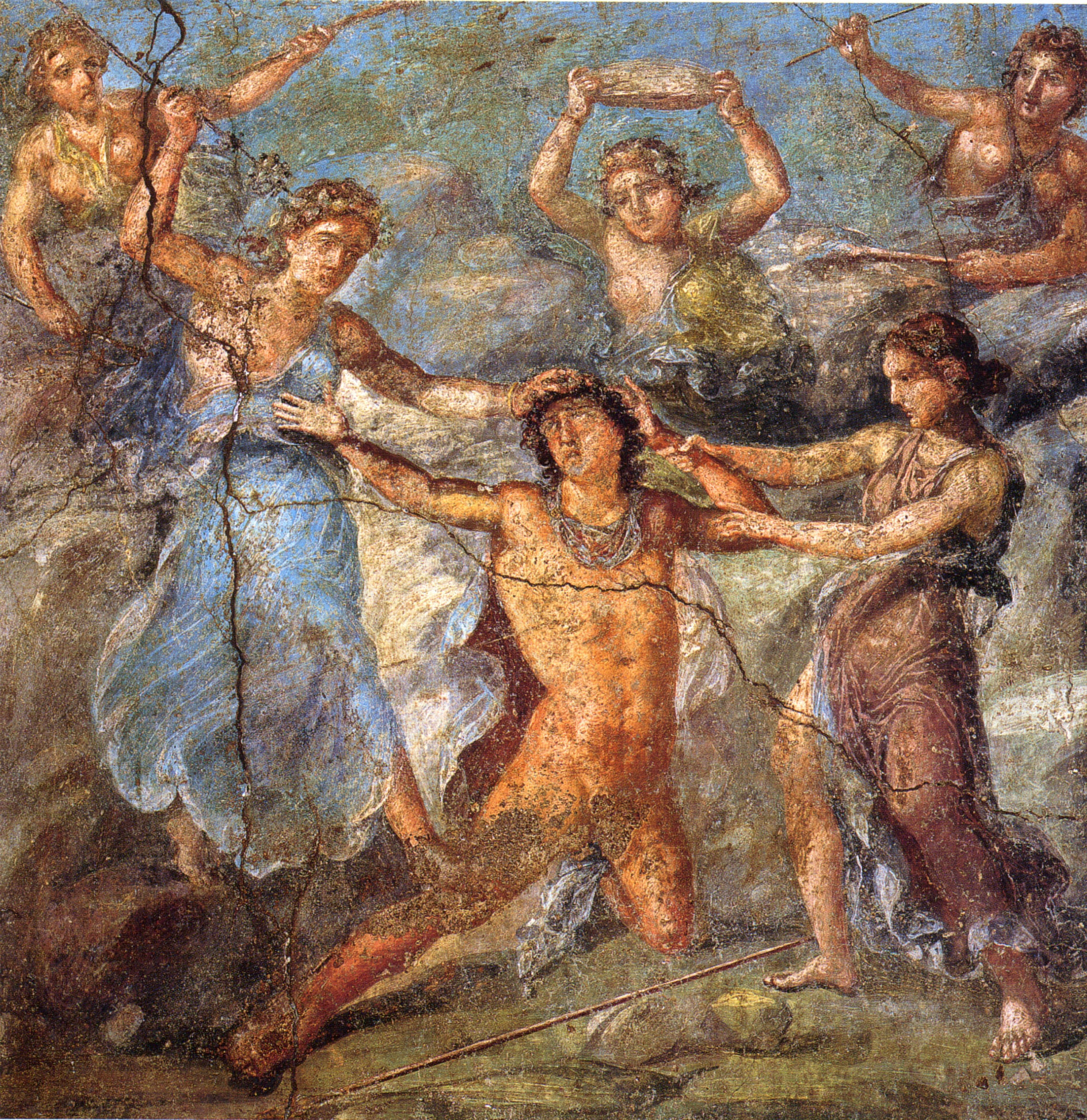
Pentheo siendo desgarrado por las ménades. Fresco romano de la pared norte del triclinium en la Casa de los Vettii (VI 15,1) en Pompeya.

En la mitología griega, el sparagmos (σπαραγμός) era un ritual asociado típicamente con el culto al dios olímpico Dioniso en el que se despedazaba a un animal vivo para, posteriormente, practicar la omofagia, es decir, comerse cruda la carne.
El ritual es descrito en la obra de Eurípides Las bacantes, y estudiosos como E. R. Dodds, James George Frazer y Robert Graves lo asocian también con las prácticas de otros cultos, como los de Osiris, Atis y Adonis.